# Jürgen Löwenstein
 (janvier 2025).
La mise en forme du texte ne suit pas les recommandations de Wikipédia : il faut le « wikifier ».
Les points d'amélioration suivants sont les cas les plus fréquents :
- Les titres sont pré-formatés par le logiciel. Ils ne sont ni en capitales, ni en gras.
- Le texte ne doit pas être écrit en capitales (les noms de famille non plus), ni en gras, ni en italique, ni en « petit »…
- Le gras n'est utilisé que pour surligner le titre de l'article dans l'introduction, une seule fois.
- L'italique est rarement utilisé : mots en langue étrangère, titres d'œuvres, noms de bateaux, etc.
- Les citations ne sont pas en italique mais en corps de texte normal. Elles sont entourées par des guillemets français : « et ».
- Les listes à puces sont à éviter, des paragraphes rédigés étant largement préférés. Les tableaux sont à réserver à la présentation de données structurées (résultats, etc.).
- Les appels de note de bas de page (petits chiffres en exposant, introduits par l'outil «  Source ») sont à placer entre la fin de phrase et le point final[comme ça].
- Les liens internes (vers d'autres articles de Wikipédia) sont à choisir avec parcimonie. Créez des liens vers des articles approfondissant le sujet. Les termes génériques sans rapport avec le sujet sont à éviter, ainsi que les répétitions de liens vers un même terme.
- Les liens externes sont à placer uniquement dans une section « Liens externes », à la fin de l'article. Ces liens sont à choisir avec parcimonie suivant les règles définies. Si un lien sert de source à l'article, son insertion dans le texte est à faire par les notes de bas de page.
- La présentation des références doit suivre les conventions bibliographiques. Il est recommandé d'utiliser les modèles {{Ouvrage}}, {{Chapitre}}, {{Article}}, {{Lien web}} et/ou {{Bibliographie}}. Le mode d'édition visuel peut mettre en forme automatiquement les références.
- Insérer une infobox (cadre d'informations à droite) n'est pas obligatoire pour parachever la mise en page.

Pour une aide détaillée, merci de consulter Aide:Wikification.
Si vous pensez que ces points ont été résolus, vous pouvez retirer ce bandeau et améliorer la mise en forme d'un autre article.
 (janvier 2025).
Jürgen Löwenstein, né en 28 mars 1925 à Berlin et mort à Yad Hana (en) (Israël) en 16 février 2018, est un citoyen israélien. Il a survécu aux camps de concentration d'Auschwitz et de Mauthausen.
Sa vie a fait l'objet d'une biographie intitulée Jürgen Löwenstein, destin d'un enfant juif de Berlin, écrite par Samuel Herzfeld et publiée aux Editions Jourdan en 2022. Cet ouvrage a fait l'objet de nombreux commentaires dans la presse francophone,,,,.

## Jeunesse
Jürgen Löwenstein est né à Berlin le 28 mars 1925 sous le nom de Jürgen Rolf Sochaczewer. Paula, la mère de Jürgen, a très tôt divorcé du père biologique de son fils. Elle épouse en secondes noces Walter Löwenstein, lequel adopte officiellement Jürgen. C'est lui que Jürgen considèrera toujours comme son père, plutôt que son géniteur.
Les Löwenstein mènent une vie modeste mais paisible et agréable. Ils se considèrent avant tout comme des citoyens allemands, d'origine juive certes, mais assimilés à la société moderne et la vie berlinoise de l'époque.

## L'arrivée au pouvoir des nazis
Peu après l'ascension au pouvoir du régime hitlérien, Jürgen assiste depuis son appartement à l'autodafé du 10 mai 1933, au cours duquel des chants antisémites sont entonnés et des dizaines de milliers de livres brûlés. Cette démonstration de force contre « l'esprit non allemand » est pour Jürgen le point de départ d'une politique de persécutions organisées contre les Juifs d'Allemagne. En 1935, les lois de Nuremberg sur la protection du sang allemand écarte davantage les Juifs du reste de la population. La famille de Jürgen est bientôt expulsée de l'appartement qu'elle loue. Ensuite, c'est la Nuit de Cristal, les magasins détruits, les vitrines brisées, les étalages dévastés, et l'impossibilité pour Jürgen de continuer sa scolarité.
Après les événements de 1938, Jürgen prend conscience de l'urgence de quitter l'Allemagne. Sensibilisé aux idéaux sionistes depuis son plus jeune âge, il rejoint la Hachscarah de Schniebinchen, un camp préparatoire à l'émigration vers la Palestine mandataire, camp qui l'initie à l'effort physique et au travail agricole. Le camp de Schniebinchen bientôt démantelé, il rejoint celui de Rüdnitz, toujours dans les alentours de Berlin. Cependant, la situation des Juifs d'Allemagne continue de se dégrader. En 1941, le camp de Rüdnitz est démantelé à son tour par les nazis, et n'ayant pas pu émigrer, Jürgen se retrouve assigné au travail forcé pour le Reich à Eichow-Mühle.
Le 9 janvier 1942, Jürgen et certains de ses amis arrivent à Paderborn en tant que travailleurs forcés. Il ne s'agit plus cette fois d'un camp de la Hachscharah placé sous contrôle nazi, mais d'un véritable camp de travail. Les conditions de vie sont de plus en plus précaires et difficiles, mais une solidarité naît parmi les membres du groupe. Il y restera jusqu'en février 1943.

## L'expérience concentrationnaire
Jürgen est déporté à Auschwitz depuis Paderborn le 1er mars 1943. Il débarque au complexe de Birkenau (Auschwitz II) le 3 mars 1943. À la suite de la sélection qui a lieu à même la Judenrampe, il est assigné au travail, avec d'autres de ses amis du groupe de Paderborn.
Depuis la rampe, il est acheminé par camion vers le camp de Buna-Monowitz, connu sous le nom d'Auschwitz III. Il s'ensuit le déshabillage forcé, la tonte des cheveux, l'assignation d'un matricule. Jürgen est tatoué sur l'avant-bras gauche le numéro 104 983.
Jürgen est affecté à la construction de silos et d'entrepôts censés constituer plus tard les bâtiments de l'infrastructure. Les conditions de travail sont extrêmement dures et les deux mois que Jürgen passe à Buna-Monowitz s'avèrent être l'étape la plus difficile de son parcours en camp.
Une fois tombé malade, il est transféré à l'infirmerie du Stammlager à Auschwitz I. Une opportunité de travail s'y présente et Jürgen la saisit, car s'éterniser à l'infirmerie aurait signifié la mort. Il officie comme ouvrier chargé d'aplanir le revêtement des routes, et est logé dans le bloc 23a. Il y reste un mois, jusqu'au jour où il apprend qu'une nouvelle annexe du camp d'Auschwitz, Eintrachthütte, doit être bâtie à quelques trente kilomètres du camp principal. Il se porte volontaire et est transféré. Jürgen se retrouve à Eintrachthütte en mai 1943. Il y restera jusqu'à l'évacuation du camp en janvier 1945.
Une marche de la mort commence pour Jürgen et les autres prisonniers encore en vie. Il s'agit de rejoindre l'Allemagne, à pied. C'est un transfert de plusieurs jours dans un froid polaire. Il arrive finalement au camp de concentration de Mauthausen, épuisé, vidé de toutes ses forces. Le chaos total y règne, et l'heure n'est plus au travail forcé, car les S.S. prennent conscience de l'issue défavorable de la guerre et délaissent le camp.
Le 5 mai 1945, le camp de Mauthausen est libéré par les Américains.

## Après la guerre
À la suite de la libération du camp de Mauthausen, une longue période de convalescence commence pour Jürgen. Il reste plus d'une année entière dans le sanatorium de Baumgartner Höhe, à Vienne. Une fois remis sur pied, sa décision est prise : il veut émigrer en Israël. La politique d'immigration en Palestine mandataire étant fort restrictive envers les Juifs, il doit attendre l'indépendance de l'Etat d'Israël en 1948 afin de quitter le Vieux Continent.
Arrivé en Israël, il rejoint le kibboutz de Dorot, avant de s'installer dans le kibboutz de Yad Hanna en 1951 et de participer à son développement. Il y vivra tout le restant de sa vie. À son origine, les conditions de vie étaient précoces, et les dangers et défis nombreux.
Pendant près de trois décennies, Jürgen mène sa vie sans savoir ce qui était advenu de ses proches. Il l'apprendra trois décennies plus tard, grâce à une initiative de l'Aktion Sühnezeichen. Ses parents sont déportés à Auschwitz le 9 décembre 1942 et y sont expédiés dans les chambres à gaz dès leur arrivée. Sa grand-mère maternelle périt au camp de concentration de Theresienstadt. Quant au père de Walter, il est assassiné du côté de Riga.
Il retourne à Auschwitz pour la première fois en 1965. En tant que membre du Comité international d'Auschwitz, il est convié à sa première assemblée générale. Il y rencontre d'autres survivants et se lia d'amitié avec certains d'entre eux, dont le résistant belge Paul Halter. Prenant conscience pour la première fois de l'immensité du crime, du miracle de la survivance et de la responsabilité qui lui incombait de parler enfin, il participe, tout au long des décennies qui suivirent, à d'autres commémorations en Allemagne et en Pologne afin de faire connaître son histoire, notamment à des groupes d'écoliers.
Il meurt à Yad Hana (en) le 16 février 2018.